# جان بوستوک
جان بوستوک (انگلیسی: John Bostock؛ زادهٔ ۱۵ ژانویهٔ ۱۹۹۲) بازیکن فوتبال اهل بریتانیا است.
از باشگاه‌هایی که در آن بازی کرده‌است می‌توان به باشگاه فوتبال تورنتو، باشگاه فوتبال سوئیندون تاون، باشگاه فوتبال برنتفورد، باشگاه فوتبال شفیلد ونزدی، باشگاه فوتبال هال سیتی، باشگاه فوتبال تاتنهام هاتسپر و باشگاه فوتبال کریستال پالاس اشاره کرد.
وی همچنین در تیم‌های ملی فوتبال زیر ۱۷ سال انگلستان و ترینیداد و توباگو بازی کرده‌است.